# Alpes vaudoises

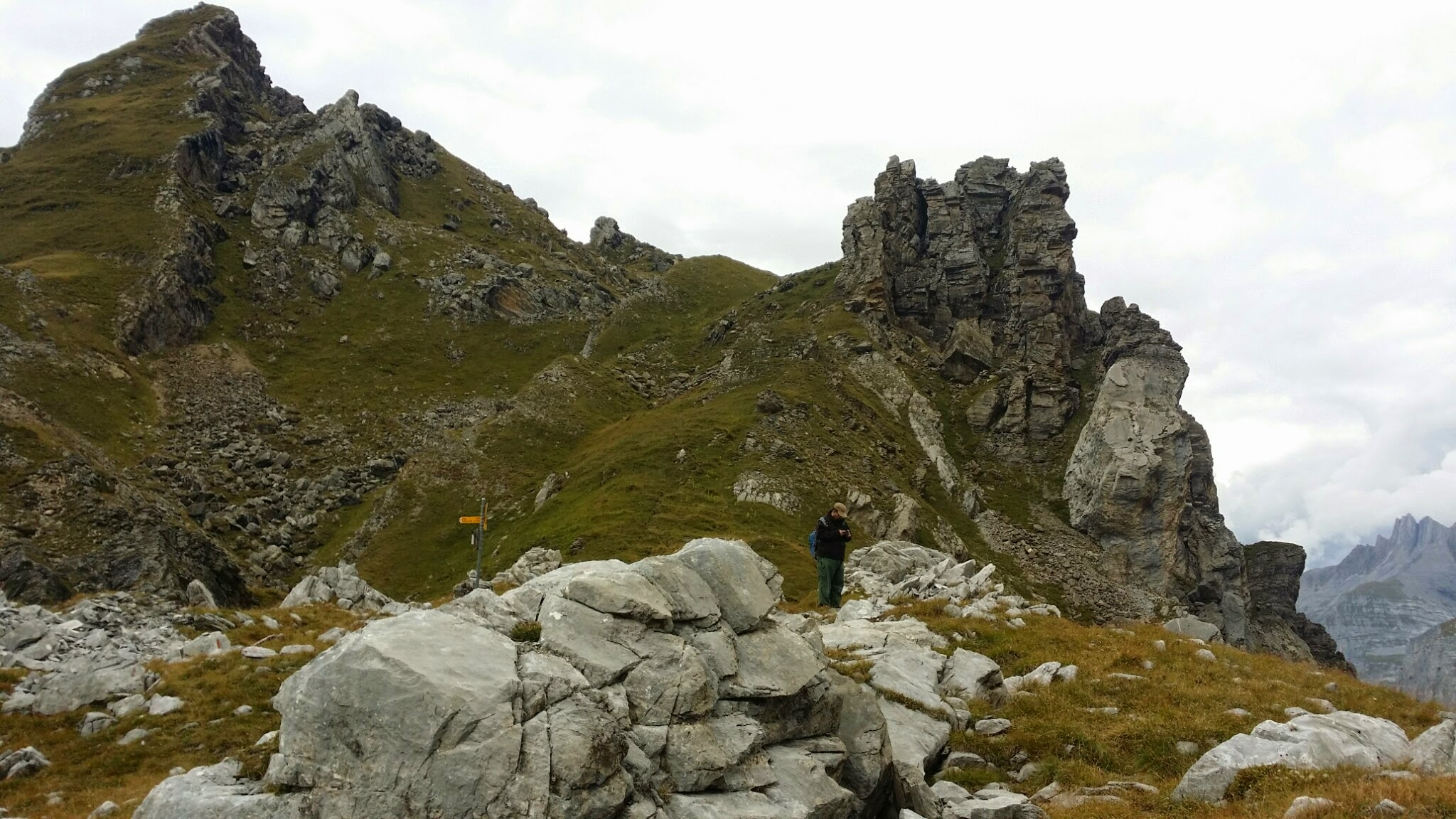
Le col des Pauvres dans les Alpes vaudoises.

Les Alpes vaudoises (allemand : Waadtländer Alpen) sont un ensemble montagneux des Alpes suisses situé dans les cantons de Vaud, Valais et Berne. Leur point culminant est le sommet des Diablerets à 3 216 mètres d'altitude.

## Principaux sommets
Les principaux sommets des Alpes vaudoises sont :
|    | Nom                                 | Altitude |
| -- | ----------------------------------- | -------- |
| 1  | Sommet des Diablerets               | 3 216 m  |
| 2  | Oldehore (Becca d'Audon)            | 3 123 m  |
| 3  | Grand Muveran                       | 3 051 m  |
| 4  | Tête Ronde                          | 3 036 m  |
| 5  | Sex Rouge                           | 2 971 m  |
| 6  | Grand Dent de Morcles               | 2 968 m  |
| 7  | Petite Dent de Morcles              | 2 929 m  |
| 8  | Dent Favre                          | 2 916 m  |
| 9  | Tête à Pierre Grept                 | 2 904 m  |
| 10 | Tête Noire                          | 2 871 m  |
| 11 | Tête aux Veillon                    | 2 846 m  |
| 12 | Pointe de Paneirosse                | 2 840 m  |
| 13 | Petit Muveran                       | 2 810 m  |
| 14 | Le Pacheu                           | 2 798 m  |
| 15 | Culan                               | 2 789 m  |
| 16 | Tête d'Enfer                        | 2 761 m  |
| 17 | Roc Champion                        | 2 747 m  |
| 18 | Pierre qu'Abotse                    | 2 735 m  |
| 19 | Tête de Tsernou                     | 2 732 m  |
| 20 | Pointe d'Aufalle                    | 2 725 m  |
| 21 | Pointe des Martinets                | 2 653 m  |
| 22 | Pointe des Encrennes                | 2 644 m  |
| 23 | Tête à Grosjean                     | 2 607 m  |
| 24 | Tête de Bellalué                    | 2 604 m  |
| 25 | Pointe des Perris Blancs            | 2 577 m  |
| 26 | Le Tarent                           | 2 548 m  |
| 27 | La Pare                             | 2 540 m  |
| 28 | Pointe de Pré-Fleuri                | 2 482 m  |
| 29 | Haute Pointe (arête de l'Argentine) | 2 422 m  |
| 30 | Tour d'Aï                           | 2 331 m  |

N.B. La liste des sommets vaudois n'est pas complète et est susceptible d'être modifiée.